# رایمانوو (شهرستان تویمازینسکی، باشقیرستان)
رایمانوو (انگلیسی: Raymanovo, Tuymazinsky District) یک شهرک در شهرستان تویمازینسکی استان باشقیرستان کشور روسیه است.